# بروس دونكان
بروس دونكان (بالإنجليزية: Bruce Duncan)‏ هو سياسي أسترالي، ولد في 10 أكتوبر 1928، وتوفي في 7 مايو 2005. انتخب عضو الجمعية التشريعية نيو ساوث ويلز.